# Dorcadion semibrunneum
Dorcadion semibrunneum är en skalbaggsart. Dorcadion semibrunneum ingår i släktet Dorcadion och familjen långhorningar.

## Underarter
Arten delas in i följande underarter:
- D. s. semibrunneum
- D. s. anamasum